# Мартин Бойл
Мартин Кали Бойл (на английски: Martin Callie Boyle, роден на 25 април 1993) е австралийски професионален футболист, полузащитник и състезател на Австралийския национален отбор по футбол. Футболист на шотландския елитен Хибърниън.
Участник в Купата на Азия 2023. Автор на 2 гола срещу Узбекистан завършил 1:1, гол на 1/8 финала срещу Индонезия - 4:0.

## Успехи
Хибърниън (Единбург)
- Купа на Шотландия
  - Носител (1): 2016/17

- -     - Голмайстор на Трета дивизия: 22 гола (2011/12)